# 8286 Kouji
8286 Kouji este un asteroid din centura principală de asteroizi.

## Descriere
8286 Kouji este un asteroid din centura principală de asteroizi. A fost descoperit pe 8 martie 1992 la Kitami de Kin Endate și Kazuro Watanabe. El prezintă o orbită caracterizată de o semiaxă mare de 2,18 ua, o excentricitate de 0,10 și o înclinație de 6,1° în raport cu ecliptica.